# Daniel D. Tompkins

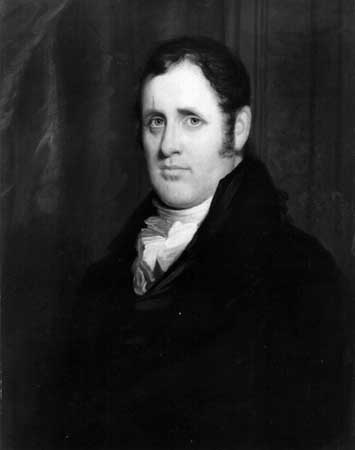
Daniel D. Tompkins

Daniel D. Tompkins (* 21. Juni 1774 in Fox Meadows, Provinz New York; † 11. Juni 1825 in Tompkinsville) war ein US-amerikanischer Politiker und der sechste Vizepräsident der Vereinigten Staaten.
Tompkins studierte Jura und sammelte dann Erfahrungen in der New York State Assembly und im Obersten Gerichtshof des Staates New York, bevor er von 1807 bis 1817 Gouverneur von New York war. Während dieser Zeit schlug er ein Angebot aus, in die Regierung von US-Präsident James Madison einzutreten. Unter Präsident James Monroe war er aber dann von 1817 bis 1825 Vizepräsident der USA und vertrat auch dessen selbstbewusste Haltung gegenüber den europäischen Mächten. Tompkins blieb fast ein ganzes Jahrhundert, bis zur Amtszeit von Thomas Riley Marshall (1913–1921) der letzte Vizepräsident, der zwei komplette Amtszeiten absolvierte (John C. Calhoun trat 1832 wenig vor Ende seiner zweiten Amtszeit zurück). Zahlreiche nachfolgende Präsidenten, die zwei Wahlperioden im Amt blieben, wechselten den Stellvertreter bei ihrer Wiederwahl aus. Diese Praxis ist erst Mitte des 20. Jahrhunderts unüblich geworden.
Tompkins starb kurz nach dem Ende seiner Amtszeit, in der von ihm gegründeten Siedlung Tompkinsville auf Staten Island vor den Toren von New York City. Er war seit 1798 mit Hannah Minthorne verheiratet, das Paar hatte zusammen acht Kinder.